# Шенгелая Леон Андрійович
Леон (Лео) Шенгелая (груз. ლეონ (ლეო) შენგელაია; 1887–1937) — грузинський політик, член Установчих зборів Грузії.

## Біографія
Леон Шенгелая народився в 1887 році в селі Обуджі Зугдідського повіту. Закінчив юридичний факультет (університет невідомий).
Член Соціал-революційної партії (есери) із 1908 року. У 1917 році разом з іншими товаришами заснував «Вільну гімназію», директором якої був. З 1917 року — редактор «Праці» центрального органу партії есерів. Публікував праці з аграрних питань. У листопаді 1917 року обраний членом Національної ради Грузії. 26 травня 1918 року підписав Акт декларації незалежності Грузії. Протягом 1918 року був депутатом парламенту Грузинської Демократичної Республіки. 12 березня 1919 року обраний депутатом Установчих зборів Грузії. Був членом трудової, аграрної та рекомендаційної комісій. Очолював фракцію есерів. З 1922 р. — редактор оновленого партійного друкованого видання «Шрома». 20 березня 1922 року у Тифлісі відбувся третій з'їзд грузинської есерівської партії. На з'їзді стався розкол. Представники лівого крила виключили Йосипа Гобечію, Івана Лордкіпанідзе та Іллю Нуцубідзе з партії. Було обрано новий центральний комітет, до якого увійшли Лев Шенгелая та Іван Гобечія.
Працював у Музеї революції Грузії (до 28.08.1936).
Заарештований 22 липня 1937 року за звинуваченням у керівництві радянською антирадянською контрреволюційною організацією. Постанова Військової колегії Верховного Суду СРСР 2 жовтня 1937 року засудила його до розстрілу. Вирок виконано у ніч на 3 жовтня. Реабілітований колегією Верховного суду Грузинської РСР 8 лютого 1957 року.